# Фулвия Пия
Вижте пояснителната страница за други личности с името Фулвия.
Фулвия Пия (на латински: Fulvia Pia; * 125; † преди 198 г.) е римска берберка от 1 век и майка на император Септимий Север.

## Произход
Тя произлиза от Лептис Магна, югоизточно от Картаген, провинция Африка. Дъщеря е на благородника Фулвий Пий (* 100) и съпругата му Плавция Октавила (* 110). Сестра е на Гай Фулвий Плавциан (* 130 г.), който е баща на Гай Фулвий Плавциан (* 150; + 205 г.; преториански префект 197 г., консул 203 г.), който става баща на Фулвия Плавцила (съпругата на Каракала) и на Гай Фулвий Плавт Хортензиан.

## Фамилия
Тя се омъжва за Публий Септимий Гета, син на римския конник Луций Септимий Север (* 70; † 110) и на Витория (* 85), дъщеря на Марк Виторий Марцел. Дядото на Гета по бащина линия е Марк Септимий Апер от Лептис Магна. В Лептис Магна Фулвия Пия и Гета имат три деца:
- Луций Септимий Север (* 11 април 146; † 4 февруари 211), съпруг на Юлия Домна и римски император от 9 април 193 до 211 г.; баща на императорите:
  - Каракала
  - Гета
- Публий Септимий Гета (* 143; † 203/204), суфектконсул 191 г., легат на провинция Долна Мизия, консул 203 г.
- Септимия Октавила